# Buysmania oxymora
Buysmania oxymora là một loài tò vò trong họ Ichneumonidae.